# Jan-Eric Fjellström

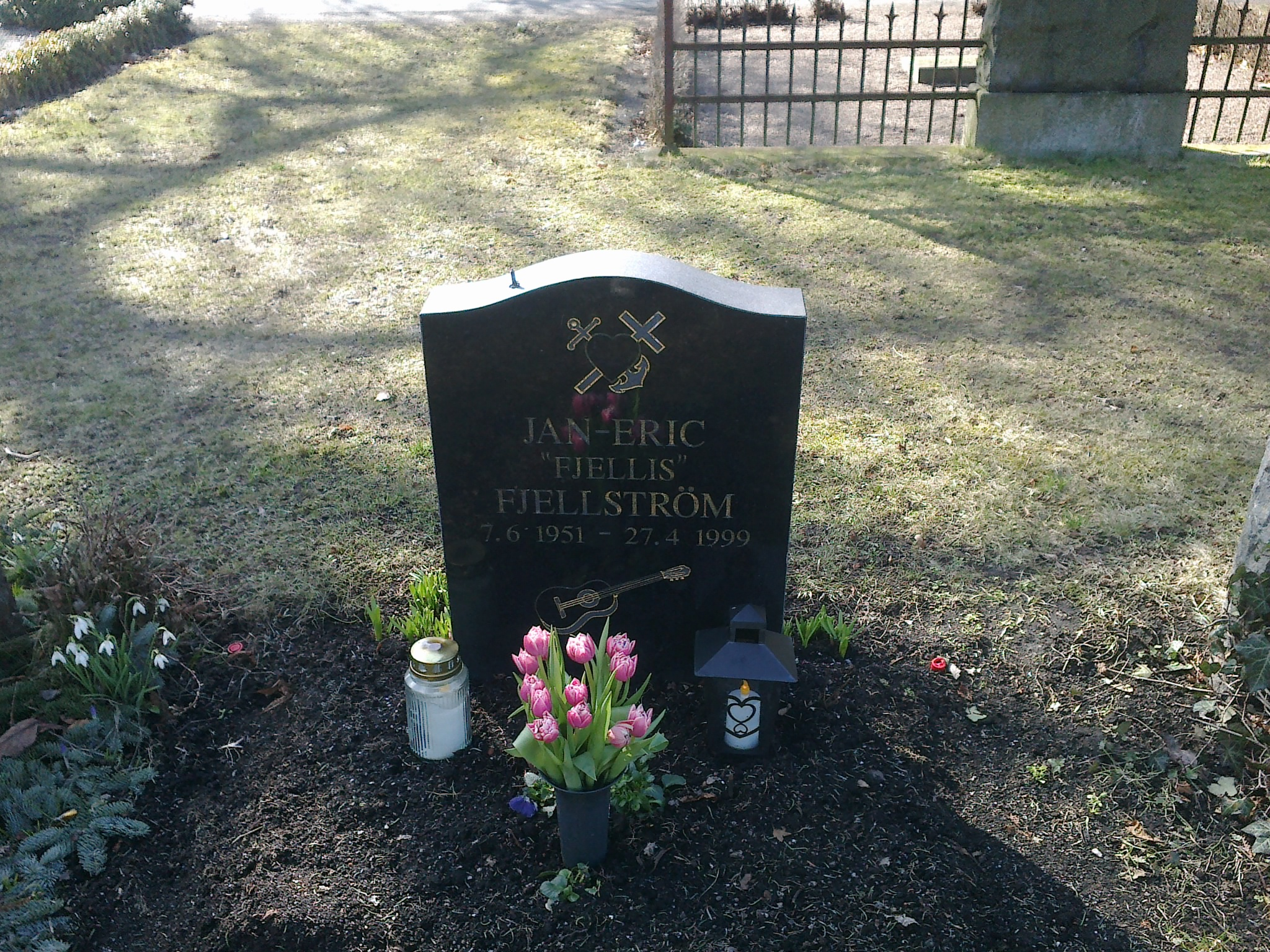
Jan-Eric Fjellströms grav.

Jan-Eric "Fjellis" Fjellström, född 7 juni 1951 i Motala, död 27 april 1999 i Malmö, var en svensk gitarrist.
Jan-Eric Fjellström spelade med bland andra Mikael Wiehe, Peps Persson, Totta Näslund, Py Bäckman och Björn Afzelius. Hans tolkningar av Robert Johnsons låtar med en National steel "plåtgitarr" tillsammans med en berättelse om mr Johnsons liv och leverne var uppskattad.
2019 tillkännagav Skånetrafiken namn på nya pågatåg. Ett av namnen var Fjellis Fjellström.
Fjellström är begravd på Sankt Pauli mellersta kyrkogård i Malmö (kvarter 3, grav 334).
Åren 2000 till 2020 delades Fjellispriset (Fjellisstipendiet) ut till hans minne.

## Diskografi
- 1973 - I Rummet Intill (Thomas Wiehe)
- 1975 - Mögel (Thomas Wiehe)
- 1976 - För Kung Och Fosterland (Björn Afzelius)
- 1977 - Tårta Och Raketer (Thomas Wiehe)
- 1978 - Johnny Boy (Björn Afzelius)
- 1979 - Bakom Kulisserna (Björn Afzelius)
- 1979 - Another Tale To Tell (Björn Afzelius)
- 1979 - Döende Oskuld (Raj Montana Band)
- 1981 - Kråksånger (Mikael Wiehe)
- 1982 - De Ensligas Allé (Mikael Wiehe)
- 1982 - Flow Soma (Thomas Wiehe & Turid Lundqvist)
- 1983 - Lindansaren (Mikael Wiehe)
- 1984 - Mikael Wiehe i Sverige
- 1985 - Hemingwayland (Mikael Wiehe)
- 1985 - Svensk Rock Mot Apartheid
- 1986 - Narrarna dansar (Py Bäckman)
- 1988 - Basin Street Blues (Mikael Wiehe)
- 1991 - See You In Hell, Blind Boy
- 1997 - Rotblos (Peps Persson)